# Carmelo Canzonieri
Carmelo Canzonieri (Ragusa, 22 settembre 1907 – 26 marzo 1993) è stato un vescovo cattolico italiano.

## Biografia
Ha ricoperto il ruolo di direttore nel seminario di Siracusa e dopo l'erezione della diocesi di Ragusa, per suo impegno profuso, già parroco di San Giovanni Battista.
Eletto vescovo titolare di Cesarea di Mauritania (ordinato vescovo nella Cattedrale di Ragusa nel 1957) e ausiliare di Messina, membro iscritto a parlare al Concilio Vaticano II, fu nominato vescovo di Caltagirone nel 1963 carica che ricoprì fino a raggiungimento del limite di età. Legatissimo alla sua Ragusa e alla sua gente. Le sue spoglie riposano presso la cattedrale di Ragusa.

## Genealogia episcopale
La genealogia episcopale è:
- Cardinale Scipione Rebiba
- Cardinale Giulio Antonio Santori
- Cardinale Girolamo Bernerio, O.P.
- Arcivescovo Galeazzo Sanvitale
- Cardinale Ludovico Ludovisi
- Cardinale Luigi Caetani
- Cardinale Ulderico Carpegna
- Cardinale Paluzzo Paluzzi Altieri degli Albertoni
- Papa Benedetto XIII
- Papa Benedetto XIV
- Papa Clemente XIII
- Cardinale Marcantonio Colonna
- Cardinale Giacinto Sigismondo Gerdil, B.
- Cardinale Giulio Maria della Somaglia
- Cardinale Carlo Odescalchi, S.I.
- Vescovo Eugène de Mazenod, O.M.I.
- Cardinale Joseph Hippolyte Guibert, O.M.I.
- Cardinale François-Marie-Benjamin Richard
- Cardinale Pietro Gasparri
- Cardinale Francesco Marchetti Selvaggiani
- Arcivescovo Ettore Baranzini
- Vescovo Carmelo Canzonieri